# Tim Hardaway
Timothy Duane „Tim” Hardaway (ur. 1 września 1966 w Chicago) – amerykański koszykarz, występujący na pozycji rozgrywającego, mistrz olimpijski z Sydney.
Mierzący 183 cm wzrostu koszykarz studiował na University of Texas w El Paso. Do NBA został wybrany z 14 numerem w drafcie 1989 przez Golden State Warriors. Grał tam do 1996, następne pięć sezonów spędził w Miami Heat (1996-2001). Pięciokrotnie brał udział w meczu gwiazd NBA (1991-1993 i 1997-1998) i był wybierany do najlepszych piątek sezonu. W 2000 wziął udział w igrzyskach i z reprezentacją wywalczył złoty medal. Grał także w Dallas Mavericks (2001-2002), Denver Nuggets (2002) i Indiana Pacers (2003). Dwukrotnie, w latach 1992 i 1993, jego średnie z całego sezonu wynosiły ponad 20 punktów i 10 asyst.
27 grudnia 1991 ustanowił niechlubny rekord NBA, oddając 17 niecelnych rzutów z gry, bez ani jednego trafienia w całym meczu. Miało to miejsce podczas spotkania z zespołem Minnesoty Timberwolves.
W 2007 wyrażał niechęć do osób homoseksualnych, jednak z biegiem lat zmienił swoje przekonania, stając się osobą aktywnie wspierającą środowiska LGBTQ.
Jest ojcem Tima Hardawaya Juniora, który również jest koszykarzem.

## Osiągnięcia

### NCAA
- Uczestnik:
  - II rundy turnieju NCAA (1987, 1989)
  - turnieju NCAA (1986–1989)
- Mistrz:
  - turnieju konferencji Western Athletic (WAC – 1986,1989)
  - sezonu regularnego konferencji WAC (1986, 1987)
- Zawodnik roku konferencji WAC (1989)[3]
- 2-krotny MVP turnieju El Paso's Sun Bowl Invitational (1987, 1988)
- Laureat Frances Pomeroy Naismith Award (1989)[4]

### NBA
- 5-krotny uczestnik meczu gwiazd NBA (1991–93, 1997–98)[5]
- Wybrany do:
  - I składu:
    - NBA (1997)[6]
    - debiutantów NBA (1990)[7]

  - II składu NBA (1992, 1998–99)[6]
  - III składu NBA (1993)[6]
- 6-krotny zawodnik tygodnia NBA (4.02.1990, 20.01.1991, 19.01.1992, 23.02.1992, 13.11.1995, 29.12.1997)[8]
- Uczestnik konkursu rzutów za trzy punkty organizowanego przy okazji NBA All-Star Weekend (1991)[9]
- Klub Miami Heat zastrzegł należący do niego w numer 10[10]
- Lider play-off w średniej przechwytów (1991)[11]

### Inne
- Uczestnik meczu gwiazd ABA (2006)[12]

### Reprezentacja
- Mistrz:
  - olimpijski (2000)[13]
  - Ameryki (1999)[14]
- Członek kadry na mistrzostwa świata w 1994 roku, nie wystąpił w nich z powodu kontuzji[15]